# 平盧
平盧是中国唐代的一个行政区划。
开元七年（719年）升平卢军使为平卢军节度，经略河北支度，治所营州（今辽宁省朝阳市)。开元二十八年前后，朝廷敕令平卢军节度使乌知义：“渤海黑水近复归国，亦委卿节度”。玄宗晚年擢升安禄山为平卢军使，兼营州都督。安史之乱期间，平卢是安祿山的根据地之一。安史之乱后期，上元二年（761年），从前为安祿山部将后归顺唐朝的平盧节度使侯希逸为史思明之子史朝义部所迫，南迁淄青（山东省青州），从此平盧指山东一带。
安史之乱后，平卢军军力严重受损，中唐以後藩镇割据，淄青（平盧）为李正己占据。在之后的54年间传给其子李纳、孙李师古、李师道，终被唐朝朝廷平定。其间淄青節度使、平盧淄青節度使、平盧節度使等称号交替使用。

## 南迁之前的平卢军节度使
- 张敬忠（719年）
- 许钦澹（720年）
- 臧怀亮（722年—725年）
- 薛楚玉（730年—732年）
- 张守珪（733年）
- 乌知义（734年—738年）
- 王斛斯（740年—741年）
- 安禄山（741年—755年）
- 吕知诲（755年—756年）
- 刘客奴，赐名刘正臣（756年）
- 徐归道（756年—757年，安禄山所任）
- 王玄志（758年）
- 侯希逸（758年—765年），762年后迁青州